# Cấu trúc hóa học

Cấu trúc hóa học phosphor pentoxit theo chiều 2D

Việc xác định cấu trúc hóa học bao gồm việc nhà hóa học chỉ định dạng hình học phân tử và khi khả thi và cần thiết, cấu trúc điện tử của phân tử đích hoặc chất rắn khác. Hình học phân tử đề cập đến sự sắp xếp không gian của các nguyên tử trong phân tử và các liên kết hóa học giữ các nguyên tử lại với nhau và có thể được biểu diễn bằng công thức cấu trúc và bằng mô hình phân tử; việc mô tả cấu trúc điện tử hoàn chỉnh bao gồm xác định vị trí của các obitan phân tử của phân tử đó.  Việc xác định cấu trúc có thể được áp dụng cho một loạt các mục tiêu từ các phân tử rất đơn giản (ví dụ: oxy hoặc nitơ gồm 2 nguyên tử) đến những phân tử rất phức tạp (ví dụ như protein hoặc DNA).
Các lý thuyết về cấu trúc hóa học lần đầu tiên được phát triển bởi August Kekulé, Archibald Scott Couper và Aleksandr Butlerov, trong số những người khác, từ khoảng năm 1858.   Những lý thuyết này trước tiên chỉ ra rằng các hợp chất hóa học không phải là một cụm nguyên tử và nhóm chức ngẫu nhiên, mà có một trật tự xác định được xác định bởi hóa trị của các nguyên tử tạo nên phân tử, tạo cho các phân tử một cấu trúc ba chiều có thể được xác định hoặc giải quyết.
Trong việc xác định cấu trúc của các hợp chất hóa học, người ta thường nhằm mục đích tối thiểu là thu được dạng và tính đa dạng của liên kết giữa tất cả các nguyên tử trong phân tử; khi có thể, người ta tìm kiếm tọa độ không gian ba chiều của các nguyên tử trong phân tử (hoặc chất rắn khác).   Các phương pháp mà người ta có thể làm sáng tỏ cấu trúc của phân tử bao gồm các phương pháp quang phổ như cộng hưởng từ hạt nhân (proton và carbon-13 NMR), các phương pháp khối phổ khác nhau (để đưa ra khối lượng phân tử tổng thể, cũng như khối lượng các mảnh), và tinh thể học tia x khi có thể áp dụng.   Kỹ thuật cuối cùng có thể tạo ra các mô hình ba chiều ở độ phân giải quy mô nguyên tử, miễn là có sẵn các tinh thể.   Khi một phân tử có spin điện tử chưa ghép đôi trong một nhóm chức của cấu trúc của nó, thì cũng có thể thực hiện phép đo phổ cộng hưởng spin điện tử và ENDOR. Các kỹ thuật như quang phổ hấp thụ và quang phổ dao động, quang phổ hồng ngoại và quang phổ Raman, lần lượt cung cấp thông tin hỗ trợ quan trọng về số lượng và độ cận của nhiều liên kết, và về các loại nhóm chức (mà liên kết bên trong tạo ra các dấu hiệu dao động); Các nghiên cứu suy luận sâu hơn cung cấp cái nhìn sâu sắc về cấu trúc điện tử góp phần của các phân tử bao gồm phép đo vôn theo chu kỳ và quang phổ quang điện tử tia X. Các kỹ thuật sau này trở nên quan trọng hơn tất cả khi các phân tử chứa các nguyên tử kim loại và khi các tinh thể được yêu cầu bởi tinh thể học hoặc các loại nguyên tử cụ thể được yêu cầu bởi NMR không có sẵn để khai thác trong xác định cấu trúc. Cuối cùng, các phương pháp chuyên biệt hơn như kính hiển vi điện tử cũng được áp dụng trong một số trường hợp.